# Swonowo
Swonowo (niem. Schwanhof) – dawna osada w Polsce położona w województwie warmińsko-mazurskim, w powiecie ostródzkim, w gminie Ostróda.
Wieś lokowana w 1328 roku, kiedy to Luter z Brunszwiku zapisał na prawie chełmińskim Konradowi Durągowi 200 włók ziemi sasińskiej, z obowiązkiem trzech służb w lekkiej zbroi. Świadkami nadania są Piotr z Leszcza, Hejman z Wądzyna, Hanusz z Otoczyna, rycerze oraz lennicy niebędący rycerzami: Gedyk, Tessym, Jan z Turznic, Jan z Linke. Dokument wystawiono w Dzierzgoniu r. 1326 w dzień św. Jana Chrzciciela. Na tym obszarze powstały wsie: Durąg (70 włók), Swonowo (10 włók), Glądy (20 włók), Pancerzyn (20 włók) i Ryn (80 włók). W czasach krzyżackich wieś Swonowo pojawia się w dokumentach w roku 1328 – podlegała pod komturię w Ostródzie, były to dobra rycerskie o powierzchni 10 włók.
W dokumentach z 1509 r. odnaleźć można informację, że synowe Jana ze Swonowa (de Swonowo), Stanisław i Piotr, bracia, dziedzice z Grabionowa, kwitują Piotra Szyrpowskiego z głowy zabitego ich ojca. Z dokumentów z 1537 r. (po reformacji) wynika, że pastor z Durąga obsługiwał wsie: Durąg, Ględy, Grabin, Ostrowin, Pancerzyn, Ryn, Swonowo, Szyldak.
W 1620 własność Jaski, w XVII i XVIII w. – Dylewskich.
W 1785 wieś szlachecka i folwark z 7 budynkami.
W 1821 miejscowość określono jako położony koło Kraplewa folwark z 3 domami i 34-35 mieszkańcami.
Wieś występuje pod mianem Swonowo w wydanym w 1879 opracowaniu Nazwy miejscowe polskie Prus Zachodnich, Wschodnich i Pomorza.
W 1900 nie ujmowana już wśród wsi powiatu ostródzkiego.
W 1938 było to już tylko małe gospodarstwo Schwanhof-Schuppen na południe od jeziora Lichtajny.
W 1949 miejscowość oficjalnie uzyskała polską nazwę.
W 1960 i w latach późniejszych Swonowo określane było w literaturze jako zaginiona osada, choć jeszcze w 1967 roku zawarto ją w Spisie miejscowości Polskiej Rzeczypospolitej Ludowej jako osadę w gromadzie Szyldak.

## Toponimia
Polska nazwa miejscowości jest substytucją fonetyczną niemieckiej nazwy Schwanhof z użyciem sufiksa „owo”; nazwa niemiecka pochodzi od rzeczownika „Schwan” = łabędź, z członem strukturalnym „-hof” (pol. dwór).